# Красный Луч (завод)
Завод «Красный Луч» — промышленное предприятие в городе Красный Луч Луганской области.

## История
Приборостроительный завод «Красный Луч» был построен в советское время и являлся одним из крупнейших предприятий города. Он специализировался на изготовлении гидроакустических и навигационных систем и входил в состав главного управления, занимающего изготовлением аппаратуры для судостроения.
В 1982 году при заводе «Красный Луч» был открыт вечерний филиал Таганрогского техникума морского приборостроения (в дальнейшем преобразованный в Краснолучский приборостроительный техникум).
Для обозначения продукции завода, согласно межгосударственному стандарту ГОСТ 15.001, было установлено наименование «Кливер». Его предложил начальник КБ народного потребления конструктор А. А. Криштопин. Впоследствии, под данной торговой маркой производились АС и вся остальная продукция.
После провозглашения независимости Украины завод освоил выпуск контрольно-измерительных приборов хозяйственно-бытового назначения.
В сентябре 1993 года находившееся на балансе завода профессионально-техническое училище № 64 было передано в коммунальную собственность города.
В марте 1995 года Верховная Рада Украины внесла завод в перечень предприятий, приватизация которых запрещена в связи с их общегосударственным значением.
В августе 1997 года завод был включён в перечень предприятий, имеющих стратегическое значение для экономики и безопасности Украины. В дальнейшем, государственное предприятие было преобразовано в открытое акционерное общество.
В 2006 году «Красный Луч» остановил работу из-за отсутствия заказов, а в августе 2007 года хозяйственный суд Луганской области утвердил план санации завода.
По состоянию на 2009 год завод входил в число крупнейших действующих предприятий города, однако специализацией созданного на базе завода НПО «Кливер» являлось изготовление металлоизделий из листового металла.

## Аппаратура «Кливер»
Помимо техники военного назначения, завод выпускал технику для народного потребления:
- катушечные магнитофоны;
- головки громкоговорителей акустические;
- акустические системы для высококачественного воспроизведения звука в составе комплекта бытовой радиоэлектронной аппаратуры высшей группы сложности:
  - 150 АС 009;
  - 10 АС 232;
  - 35 АС-028-1;
    - радиоконструктор 35 АС-028-1 «Старт» — конструктор для самостоятельной сборки акустической системы 35 АС-028-1.

## Дополнительная информация
- Перед входом на завод установлен памятный знак (мемориальная доска и морской якорь с якорной цепью)